# Circunscripcion electoral de Witney (Reino Unido)
Witney es una circunscripción electoral del condado de Oxfordshire, Inglaterra, con representación en la Cámara de los Comunes del Parlamento del Reino Unido. Mediante el sistema electoral inglés del candidato más votado (first past the post), elige a su miembro del Parlamento, cargo que ocupa actualmente el primer ministro, David Cameron.

## Descripción
La circunscripción electoral de Witney se creó en 1983, y comprende toda el área del distrito administrativo de West Oxfordshire más dos pueblos pertenecientes al distrito administrativo de Cherwell. Antes de constituirse como circunscripción electoral propia, buena parte de su territorio estuvo incluido, hasta 1974, en la circunscripción electoral de Banbury. Desde 1974 hasta su creación, en 1983, formó parte de la antigua circunscripción elecotral de Mid Oxfordshire.
Es una circunscripción electoral compuesta de pueblos rurales entre los cuales Witney es el más grande, con 23000 habitantes. Le sigue Carterton, con 14000, situado cerca de la RAF Brize Norton, la mayor base aérea militar del Reino Unido, motor económico de la zona. Otros núcleos urbanos son Chipping Norton, con 6000 habitantes, y Woodstock, con 4000. Se trata del área más grande de todos los distritos del condado de Oxfordshire. Su perfil industrial ha dejado paso de forma radical en las últimas décadas a una economía principalmente agrícola y a pequeñas empresas de alta tecnología aplicada a la Fórmula 1 y a la informática. Al mismo tiempo, ha habido una rápida expansión en el sector turístico, convirtiéndola en un área importante que recibe visitantes de todo el mundo.
Para las elecciones generales del Reino Unido de 2010, se modificaron los límites geográficos de la circunscripción electoral de Witney, haciéndolos coincidir con los del distrito administrativo de West Oxfordshire. Como consecuencia de este cambio, las localidades de Begbroke y Yarnton, situadas en el distrito administrativo de Cherwell, pasaron a formar parte de la circunscripción electoral de Oxford West y Abingdon. Al coincidir en su totalidad la circunscripción electoral de Witney con el distrito administrativo de West Oxfordshire, las poblaciones que deben elegir al representante en el Parlamento son las mismas que componen aquel:

Localización de la circunscripción electoral de Witney en el condado de Oxfordshire

Localización del condado de Oxfordshire en Inglaterra

- Alvescot y Filkins
- Ascott y Shipton
- Bampton y Clanfield
- Brize Norton y Shilton
- Burford
- Carterton North East
- Carterton North West
- Carterton South
- Chadlington y Churchill
- Charlbury y Finstock
- Chipping Norton
- Ducklington
- Eynsham y Cassington
- Freeland y Hanborough
- Hailey
- Minster Lovell y Leafield
- Kingham
- Rollright y Enstone
- Milton-under-Wychwood
- North Leigh
- Standlake
- Aston y Stanton Harcourt
- Stonesfield y Tackley
- The Bartons
- Witney Central
- Witney East
- Witney North
- Witney South
- Witney West
- Woodstock y Bladon

## Historia electoral
Esta circunscripción siempre ha sido un feudo electoral seguro del Partido Conservador. Su primer miembro del Parlamento, elegido en las elecciones generales de 1983, fue Douglas Hurd, ministro de Margaret Thatcher y de John Major. A Hurd le sucedió Shaun Woodward, candidato conservador para las elecciones generales de 1997. Sin embargo, Woodward desertó al Partido Laborista en 1999, convirtiéndose en el primer y único miembro del Parlamento laborista por Witney. 
Woodward no volvió a presentarse por Witney en las elecciones generales de 2001, al ser poco probable que allí fuese reelegido como candidato laborista, haciéndolo entonces por el feudo laborista de la antigua circunscripción electoral de St Helens South, en el condado de Merseyside. En su lugar, el Partido Conservador presentó para esas elecciones a David Cameron, que ha sido elegido por Witney desde entonces, llegando a conseguir el liderazgo del Partido Conservador desde diciembre de 2005, y el cargo de primer ministro desde mayo de 2010.